# Universitat McGill
La Universitat McGill està localitzada a Mont-real, a la província del Quebec, al Canadà. És una de les dues universitats d'aquesta ciutat que tenen l'anglès com a llengua d'ensenyament principal (l'altra és la Universitat Concòrdia).
El campus principal es troba al centre de la ciutat, al peu del parc Mont Royal i prop de l'estació de metro McGill. Compta també amb el campus McDonald a l'oest de la ciutat, i amb diversos terrenys d'investigació al voltant de l'àrea metropolitana de Mont-real.
La universitat va ser fundada el 1821 amb fons monetaris i terrenys proveïts per James McGill, empresari de la ciutat.
La soprano Frances James (1903-1988), es graduà en aquesta Universitat.
Entre els seus graduats i professors hi ha 7 premis Nobel:
- Robert Mundell — exprofessor, Economia (1999)
- Val Logsdon Fitch — exalumne, Física (1980)
- David Hunter Hubel — exalumne, Fisiologia (1981)
- Rudolph A. Marcus — exalumne, Química (1992)
- Ernest Rutherford — exprofessor, Química (1908)
- Andrew Schally — exalumne, Fisiologia (1977)
- Frederick Soddy — extutor, Química (1921)